# هيرولد جانسون
هيرولد جانسون (بالدنماركية: Herold Jansson)‏ هو لاعب جمباز فني دنماركي، ولد في 13 نوفمبر 1899 في كوبنهاغن في الدنمارك، وتوفي في 23 أبريل 1965 في فريدريكسبرغ في الدنمارك.

## وصلات خارجية
- هيرولد جانسون على موقع اللجنة الأولمبية الدولية (الإنجليزية)
- هيرولد جانسون على موقع أوليمبيديا (الإنجليزية)